# Censo de la matrícula catastral

Mapa de la división territorial de España en provincias, vigente durante el censo de 1842

El Censo de la matrícula catastral fue un censo de población, realizado y publicado en 1842, el primero en España donde la población, la industria y los bienes aparecen registrados por municipios y no por distritos, corregimientos u otras divisiones territoriales mayores.

## Interés de esta documentación
La importancia estadística del censo surge del hecho de que ofrece una imagen más precisa sobre la distribución territorial de la población que los censos anteriores. Además, es el primer censo en que se emplean los límites de la organización territorial de 1833. Por el contrario, las críticas se centran en poca fiabiabilidad de la información que aporta, por no haber seguido una metodología sistematizada y utilizar para el cálculo de la población el método de las imputaciones. Por ello, no se lo considera el primer censo totalmente moderno, para ello hay que remontarse al censo de 1857.

## Método
El 7 de febrero de 1841 se aprobó un Real Decreto, en el que se pedía a los Ayuntamientos que rellenasee unos "estados" o "matrícula catastral" en los que se recogiese la riqueza de los vecinos, así como el número de jóvenes con edad para entrar en quintas. Prácticamente la totalidad de los ayuntamientos atendieron esta petición, aunque, como muestra la información relativa a la variación de los municipios españoles desde 1842, cierto número de ellos habían quedado agregados a otros en los siguientes años, de modo que no aparecen en el primer censo estadístico de 1857.

## Resultados
Hay que tener en cuenta que la finalidad de esta recogida de datos era implementar una política fiscal nacional que se ajustara a los datos obtenidos.Según Madoz, la mayoría de los municipios entregó datos deliberadamente erróneos, especialmente en lo referido a la economía y bienes disponibles.
No obstante, el resultado de este censo fue uno de los documentos principales en los que se basó Pascual Madoz para la elaboración del Diccionario geográfico-estadístico-histórico de España y sus posesiones de Ultramar. El geógrafo navarro fue uno de los primeros en criticar públicamente las diferencias entre la riqueza real de los municipios que documentaba y las que habían hecho constar en la matrícula catastral; en su opinión, la población de España en ese año era mucho mayor.